# Medzianky
Medzianky és un poble i municipi d'Eslovàquia. Es troba a la regió de Prešov, al nord del país.

## Història
La primera referència escrita de la vila data del 1212.

## Demografia
| Godina             | 1994 | 2004   | 2014   | 2024   |
| ------------------ | ---- | ------ | ------ | ------ |
| Nombre de persones | 300  | 317    | 293    | 310    |
| Diferència         |      | +5,66% | −7,57% | +5,80% |

| Godina             | 2023 | 2024   |
| ------------------ | ---- | ------ |
| Nombre de persones | 309  | 310    |
| Diferència         |      | +0,32% |